# Schwerz
Schwerz è un ex comune tedesco di 531 abitanti, situato nel land della Sassonia-Anhalt.
Dal 1º gennaio 2010 Schwerz è stato incorporato nel comune di Landsberg del quale è divenuto una frazione.